# 邵将语
邵將語，又称邵將話，是漢語族閩語支的一種語言，流通區域包括中國福建省的邵武市、光澤縣、順昌縣、將樂縣和明溪縣。
邵將語通行地區處於福建、江西和客家三個文化圈交界處，這一帶通行的眾多方言被中國大陸學者籠統地稱為閩贛過渡方言和閩客贛過渡方言。其中，邵武、光澤、建寧、泰寧四縣市屬「閩贛方言」過渡區，將樂、順昌、明溪三縣屬「閩客贛方言」過渡區。邵將語各方言的歸屬曾存在過爭議。語言學界早期曾一度將這一帶的眾多方言歸屬於贛語或閩北語之下，但後來被單獨劃出，列為閩語支的獨立分支。

## 歷史沿革
歷史上，這一帶地區曾屬閩北的建州管轄，但與建州治所建甌交通不便。反倒與江西地區交通更為便捷，來往密切。在加上宋、元期間大量江西人南下定居，這一帶的閩語融入了大量贛語元素，便被贛化了，形成了今日的邵將語。

## 地理分佈

### 閩贛方言過渡區
閩贛方言過渡區中，建寧話贛化最徹底，保留的閩語成份最少；光澤話的贛語成份也多於閩語，與資溪一帶的贛語很接近；唯邵武話和泰寧話保留了大量閩北語成份。邵武話和光澤話比較接近，與建寧話、泰寧話之間皆存在溝通困難。在《中國語言地圖集》裡，建寧話和泰寧話已被剔出邵將語片區，當作贛語的一種方言。在這區域裡，邵武曾長期作為當地的行政中心，因此學界將邵武話定為代表方言。

### 閩客贛方言過渡區
將樂縣全境、順昌縣西部以及明溪縣縣城為中心的多數鄉鎮，則是閩客贛方言過渡區。這一地區屬於武夷山南脈，在1.4萬多平方公里的中低山地大約有人口100萬。這一地區受到贛語和閩西客家語的影響，但相對於邵武一帶的閩贛方言過渡區，保留了很多閩北語的特色。將樂話與順昌縣西部通行的順昌話相差不遠，但明溪縣的明溪話存在較大差異，難以互通。在《中國語言地圖集》第一版劃屬客家語汀州片，而在2012年第二版已將明溪話剔除出客家話，劃歸邵將語將樂小片。這一帶一直缺乏有影響力的一種方言，而歷史上將樂縣是最早建縣的，因此學界便將將樂話定為代表方言。
由於這一帶地區方言之間都難以互通，當地政府多年來致力於推廣普通話。加上外地人口的不斷湧入，今日這一帶的方言都發生了很大變化。

## 方言
《中國語言地圖集》和ISO 639-6，將邵將語（閩語邵將區）劃分為以下四種方言：
- 邵武話（sowu）
- 光澤話（ggze）
- 將樂話（jgle）
- 順昌話（shch）